# KUD Preporod
Kulturno-umjetničko društvo „Preporod” jedno je od najstarijih hrvatskih amaterskih društava osnovano 1907. u Dugom Selu.

## Vanjske poveznice
- Službene stranice KUD-a